# Mistrzostwa Świata w Lekkoatletyce 2017 – bieg na 10 000 m mężczyzn
Bieg na 10 000 metrów mężczyzn – jedna z konkurencji biegowych rozegranych podczas lekkoatletycznych mistrzostw świata na Stadionie Olimpijskim w Londynie.
Tytuł mistrzowski ponownie obronił Brytyjczyk Mohamed Farah.

## Terminarz
| Data       | Godzina |       |
| ---------- | ------- | ----- |
| 4 sierpnia | 21:20   | Finał |

## Rekordy
Tabela prezentuje rekord świata, rekordy poszczególnych kontynentów, mistrzostw świata, a także najlepszy rezultat na świecie w sezonie 2017 przed rozpoczęciem mistrzostw.
|                            | Zawodnik              | Wynik    | Miejsce   | Data                  |
| -------------------------- | --------------------- | -------- | --------- | --------------------- |
| Rekord świata              | Kenenisa Bekele       | 26:17,53 | Bruksela  | 26 sierpnia 2005(dts) |
| Listy światowe             | Abadi Hadis           | 27:08.26 | Hengelo   | 11 czerwca 2017(dts)  |
| Rekord mistrzostw świata   | Kenenisa Bekele       | 26:46,31 | Berlin    | 17 sierpnia 2009(dts) |
| Rekord Afryki              | Kenenisa Bekele       | 26:17,53 | Bruksela  | 26 sierpnia 2005(dts) |
| Rekord Ameryki Południowej | Marílson dos Santos   | 27:28,12 | Neerpelt  | 2 czerwca 2007(dts)   |
| Rekord Ameryki Północnej   | Galen Rupp            | 26:44,36 | Eugene    | 30 maja 2014(dts)     |
| Rekord Australii i Oceanii | Ben St. Lawrence      | 27:24,95 | Palo Alto | 1 maja 2011(dts)      |
| Rekord Azji                | Ahmad Hassan Abdullah | 26:38,76 | Bruksela  | 5 września 2003(dts)  |
| Rekord Europy              | Mohamed Farah         | 26:46,57 | Eugene    | 3 czerwca 2011(dts)   |

## Minima kwalifikacyjne
Aby zakwalifikować się do mistrzostw, należało wypełnić minimum kwalifikacyjne wynoszące 27:45,60 (uzyskane w okresie od 1 stycznia 2016 do 23 lipca 2017).

## Wyniki

### Finał
| Pozycja | Zawodnik                | Narodowość        | Czas     | Uwagi |
| ------- | ----------------------- | ----------------- | -------- | ----- |
| 01 !    | Mohamed Farah           | Wielka Brytania   | 26:49,51 | WL    |
| 02 !    | Joshua Cheptegei        | Uganda            | 26:49,94 | PB    |
| 03 !    | Paul Kipngetich Tanui   | Kenia             | 26:50,60 | SB    |
| 4.      | Bidan Muchiri Karoki    | Kenia             | 26:52,12 | PB    |
| 5.      | Jemal Yimer             | Etiopia           | 26:56,11 | PB    |
| 6.      | Geoffrey Kipsang        | Kenia             | 26:57,77 | SB    |
| 7.      | Abadi Hadis             | Etiopia           | 26:59,19 | SB    |
| 8.      | Mohammed Ahmed          | Kanada            | 27:02,35 | NR    |
| 9.      | Shadrack Kipchirchir    | Stany Zjednoczone | 27:07,55 | PB    |
| 10.     | Andamlak Belihu         | Etiopia           | 27:08,94 | PB    |
| 11.     | Aron Kifle              | Erytrea           | 27:09,92 | PB    |
| 12.     | Abraham Naibei Cheroben | Bahrajn           | 27:11,08 | NR    |
| 13.     | Leonard Korir           | Stany Zjednoczone | 27:20,18 | PB    |
| 14.     | Timothy Toroitich       | Uganda            | 27:21,09 | PB    |
| 15.     | Hassan Mead             | Stany Zjednoczone | 27:32,49 | PB    |
| 16.     | Zane Robertson          | Nowa Zelandia     | 27:48,59 | SB    |
| 17.     | Hiskel Tewelde          | Erytrea           | 27:49,62 | SB    |
| 18.     | Moses Kurong            | Uganda            | 27:50,71 |       |
| 19.     | Onesphore Nzikwinkunda  | Burundi           | 28:09,98 | PB    |
| 20.     | Stephen Mokoka          | Południowa Afryka | 28:14,67 | SB    |
| 21.     | Bayron Piedra           | Ekwador           | 28:50,72 | SB    |
| 22.     | Patrick Tiernan         | Australia         | 29:23,72 | SB    |
|         | Nguse Amlosom           | Erytrea           | DNF      |       |
|         | Polat Kemboi Arıkan     | Turcja            | DNF      |       |